# Monolepta flavicollis
Monolepta flavicollis es una especie de insecto coleóptero de la familia Chrysomelidae.
Fue descrita científicamente en 1925 por Gyllenhal?.